# Џеферсон Дејвис
Џеферсон Дејвис (енгл. Jefferson Davis; Фервју, 3. јун 1808 — Њу Орлеанс, 6. децембар 1889) био је амерички политичар и војсковођа. Дејвис је највише запамћен као први и једини предсједник Конфедеративних Америчких Држава (1861—1865), или Конфедерације, у време Америчког грађанског рата.

## Детињство, младост и прва војничка каријера
Џеферсон Дејвис рођен је на фарми (Кристијен Каунти, Кентаки) и био је најмлађе од десеторо деце Семјуела и Џејн Дејвис. У младости породица му се неколико пута селила. 1812. године трајно су се населили у Вилкинсон Каунтрију, Мисисипи. Дејвис је 1813. започео са образовањем, заједно са сестром Мери. 1815. уписан је у Католичку школу Свети Тома Аквински у Вашингтон Кантрију, Кентаки.
Као кадет 1824. уписао се на Војну академију Вест Поинт у Њујорку. 1828. је дипломирао на Вест Поинту и постао потпоручник. Додељен му је војни род пешадије и стациониран је у тврђави Форт Крофорд. Крајем исте године је премештен у Форт Винебаго, Висконсин. Године 1831. добио је упалу плућа, па је премештен назад у Форт Крофорд. 1832. Дејвис је упућен у место Галена, Илиноис, као заповедник одреда који је требало да одвоји рударе од земље која је припадала америчким Индијанцима.
Прво борбено искуство Дејвис је стекао служећи у Рату Црног Јастреба, 1832. Он је лично пратио Црног Јастреба на путу у затвор. Дејвис постаје поручник 1833, а 1834. премештен је у Форт Гибсон.

## Венчање, живот на плантажи и улазак у политику
Дана 17. јуна 1836. Дејвис се оженио Саром Тејлор, кћери пуковника Закарија Тејлора (каснијег генерала и председника САД). 30. јуна 1836. Дејвис напушта војску. Од свог брата Џозефа Џеферсона је добио плантажу у Мисисипију. Након свега три мјесеца брака Сара је умрла од маларије. Дејвис је у међувремену пловио по свијету, обишао између осталог Хавану и град Њујорк. Затим се вратио на плантажу и посветио производњи памука. У исто време студирао је и политичке науке.
1843. Дејвис започиње политичку каријеру. Такмичио се, као кандидат Демократске странке, за заступника у сенату Мисисипија, али је поражен од стране Сарђен Прентиса. Дејвис се 26. фебруара 1845. оженио Варином Хауел, са којом је имао шесторо деце. Године 1844. изабран је у амерички Сенат.

## Друга војничка каријера
1846. започиње Америчко-мексички рат. Дејвис је у рату видио могућност проширења САД даље на југ, а тиме и проширење броја држава које имају робовласнички систем. У јулу 1846. је дао оставку на место сенатора и кренуо у рат са Мексиком. 18. јула 1846. је изабран за пуковника добровољаца из Мисисипија. Учествовао је у бици код Монтереја, 21. – 23. септембра 1846. Дејвис се прославио у бици код Буена Висте, 22. - 23. фебруара 1847. О Дејвисовој тактици у тој бици писало се и у европским новинама.
Маја 1847. Дејвис је одбио понуђено место бригадног генерала у полицији. Сматрао је да је то противуставно и да именовање службеника у полицији има право свака савезна држава засебно, а не савезна управа САД.

## Повратак у политику
У јулу 1847, Дејвис је напустио Мексико и вратио се у Сенат. Убрзо Дејвис постао предсједник Комитета за војне послове. Иако је поново изабран у Сенат, Дејвис је дао оставку у Сенату у септембру 1851. и кандидовао се за гувернера Мисисипија. Избори нису били успешни за Дејвиса јер га је поразио Хенри Фут.
Иако је остао без политичке функције, Дејвис је наставио да се врло активно бави политиком. У јануару 1852, учествује на Конвенцији о правима држава која се одржала у граду Џексон, Мисисипи. На америчким предсједничким изборима 1852. Дејвис је држао изборну кампању у бројним државама америчког југа за демократске кандидате Френклина Пирса и Вилијама Руфуса Кинга. Када је Пирс 1853. постао предсједник САД, именовао је Дејвиса за министра рата Сједињених Држава. Дејвис је за четири године као министар унапредио и повећао војску. Након што је Пирсу истекао мандат 1857, Дејвис је такође престао да буде министар. Исте године Дејвис је победио на новим изборима за Сенат. Дејвис је поново ушао у амерички Сенат 4. марта 1857.
У новом мандату Дејвис је због болести замало изгубио лево око. У лету 1858. био је на рехабилитацији у Портланду, Мејн. У међувремену се заоштравала борба између јужних робовласничких и сјеверних капиталистичких држава. Дејвис је био против отцепљења јужних држава и тражио је политички компромис.

## Вођство Конфедерације
Када је Абрахам Линколн, жестоки противник ропства, изабран у октобру 1860. за предсједника Сједињених Држава, Јужна Каролина се прва отцијепила од Уније. Иако је због принципа био против отцјепљења, Дејвис је 21. јануара 1861. прогласио отцјепљење Мисисипија и дао оставку у Сенату. 25. јануара 1861. Дејвис је проглашен војним генералом у Мисисипију. 9. фебруара 1861. представници конститутивне конвенције у граду Монтгомери, Алабама су прогласили Дејвиса привременим предсједником Конфедеративних Америчких Држава. Дејвис је инаугурисан за предсједника 18. фебруара 1861.
Дејвис је одмах одредио мировну комисију за рјешавање спорних ствари с Унијом. Линколн је одбио да прими изасланство Конфедерације. Када је Линколн послао оклопне бродове у тврђаву Форт Самтер, где се налазила војска Уније, Дејвис је наредио бомбардовање које је започело 12. априла 1861. Тиме је започео Амерички грађански рат. У мају 1861, главни град Конфедерације је постао Ричмонд, Вирџинија. Дејвис је премјестио своју резиденцију тамо 29. марта 1861. Џеферсон Дејвис је изабран за предсједника Конфедерације 6. новембра 1861, на рок од 6 година. Свечано је инаугурисан 22. фебруара 1862. 31. маја 1862. именовао је Роберта Едварда Лија за заповједника војске у северној Вирџинији, највеће војске Конфедерације. У децембру исте године обилазио је војску на западу због подизања војног морала.
Дејвис се убрзо нашао у незавидној ситуацији. Југ није имао развијену привреду, војску, путеве, жељезницу и уопште није био спреман за дуготрајно ратовање. Вероватно највећа Дејвисонова грешка у вођењу рата је била опсада града Виксбургa. Иако је град било немогуће одбранити, Дејвис је дао директну наредбу Џону Клифорду Пембертону да град брани под сваку цијену, а не да евакуише. Виксбург је пао у руке Уније 4. јула 1863. 1864, ратна ситуација се погоршала и Дејвис је посјетио Џорџију.

## Заточеништво
У априлу 1865, Дејвис је заједно с члановима кабинета побјегао из Ричмонда, који је био под опсадом. Након неуспјешног покушаја бијега, Дејвис је ухапшен у Џорџији 10. маја 1865. Дана 23. маја стављен је у окове. Иако је јавно мишљење на Сјеверу било за то да се Дејвису омогуће бољи услови у заточеништву, он је пуштен уз кауцију тек маја 1867. Оптужница против Дејвиса за издају објављена је маја 1866. Многи адвокати су Дејвису бесплатно понудили своје услуге за одбрану. И сам Дејвис је прижељкивао суђење. Он је сматрао да није учинио ништа лоше и да свака држава у Унији има право на самосталност. После две године затвора, Дејвис је пуштен уз кауцију од 100.000 долара, средства су прикупљена од стране угледних и имућних грађана међу којима су Хорас Грили, Корнелијус Вандербилт и Герит Смит. До суђења никада није дошло и оптужница је коначно одбачена 25. децембра 1868.
Након пуштања из затвора, Дејвис је путовао у Канаду, на Кубу и у Европу. По повратку је радио као предсједник осигуравајуће фирме у граду Мемфису, Тенеси. 1875. је поново изабран у амерички Сенат, али у њега није ушао и одбио је да тражи амнестију и помиловање. Дејвис никада није повратио своје држављанство. Држављанство му је враћено постхумно 1978. Посљедње године провео је на малом имању у близини града Билокси, Мисисипи. Повремено је путовао у Европу и по неким државама, нпр. Алабама и Џорџија. Умро је у 81. години живота.

## Дела
Дејвис је написао:
- Успон и пад Конфедерацијске власти, 1881
- Кратка историја Конфедеративних Америчких Држава, 1889